# Holmtjärnen (Undersåkers socken, Jämtland, 700941-138088)
Holmtjärnen är en sjö i Åre kommun i Jämtland och ingår i Indalsälvens huvudavrinningsområde.